# Alberto Becerra
Alberto Becerra Acco (Ciudad de México México, 31 de enero de 1979) es un ex futbolista mexicano de ascendencia española que jugaba en la demarcación de portero.

## Trayectoria
Empezó su carrera deportiva en el Verano 2000 con el Club América en la victoria de su equipo frente al Club Santos Laguna partido correspondiente de la jornada 12, estuvo en su primer torneo en 5 partidos y recibió 11 goles siendo altamente criticado apenas a su corta edad en cuanto  a sus actuaciones.
Ha recibido pocas oportunidades y no se le vio acción durante el 2001 recibió oportunidad de jugar un encuentro hasta el Apertura 2002 jugó 3 partidos y recibió  2 goles siendo este su mejor torneo aunque jugara poco.
En el Apertura 2003 sellaría su peor actuación en participar en 3 partidos recibiendo 13 goles siendo muy cada vez más criticado y lo que le costó el puesto y para el Clausura 2004 fue puesto transferible y fue registrado por el Puebla Fútbol Club a pesar de estar en el equipo por tres torneos no jugó ningún partido incluso descendió con ellos y para el Apertura 2005 regresó al América sin tener minutos de juego en los torneos en  los que estuvo registrado ya que era el tercer portero , alternó partidos en el Clausura 2006 con el Club Zacatepec y el resto con el Socio Águila Fútbol Club filiales en la Primera A y también acudió al Mundial de Clubes 2006.
Después fichó por el Lobos de la BUAP, allí se retiró. 

### Clubes
| Club                     | País                | Año         | Partidos | Media |
| ------------------------ | ------------------- | ----------- | -------- | ----- |
| Club América             | México              | 2000 - 2003 | 12       | 26    |
| Puebla Fútbol Club       | México              | 2004 - 2005 | 0        | 0     |
| Club América             | México              | 2005 - 2007 | 0        | 0     |
| Club Zacatepec           | México              | 2006        | 8        | 11    |
| Socio Águila Fútbol Club | México              | 2006 - 2007 | 6        | 8     |
| Lobos BUAP               | México              | 2008        | 0        | 0     |
| Total en su carrera      | Total en su carrera | 2000 - 2008 | 26       | 45    |